# Marcellus (Michigan)
Marcellus is een plaats (village) in de Amerikaanse staat Michigan, en valt bestuurlijk gezien onder Cass County.

## Demografie
Bij de volkstelling in 2000 werd het aantal inwoners vastgesteld op 1162.
In 2006 is het aantal inwoners door het United States Census Bureau geschat op 1083, een daling van 79 (-6,8%).

## Geografie
Volgens het United States Census Bureau beslaat de plaats een oppervlakte van
1,8 km², geheel bestaande uit land. Marcellus ligt op ongeveer 273 m boven zeeniveau.

## Plaatsen in de nabije omgeving
De onderstaande figuur toont nabijgelegen plaatsen in een straal van 20 km rond Marcellus.